# The Weight of the World
The Weight of the World è il settimo album in studio dei Metal Church, pubblicato il 26 luglio 2004.

## Tracce
1. Leave Them Behind – 5:47
2. Weight Of The World – 5:24
3. Hero's Soul – 4:45
4. Madman's Overture – 8:35
5. Sunless Sky – 5:28
6. Cradle To Grave – 5:54
7. Wings Of Tomorrow – 6:16
8. Time Will Tell – 5:11
9. Bomb To Drop – 4:07
10. Blood Money – 5:07

## Formazione
- Kurdt Vanderhoof – chitarra
- Jay Reynolds – chitarra
- Ronny Munroe – voce
- Steve Unger – basso
- Kirk Arrington – batteria